# Хабалов, Сергей Михайлович
Сергей Михайлович Хабалов  (1921-2007) – советский государственный деятель, председатель  Улан-Удэнского горисполкома (1961-1967).

## Биография
Родился в 1921 году в улусе Ныгда (ныне Аларского района Иркутской области).
Окончил педагогический рабфак и в 1939 году поступил в Улан-Удэнский педагогический институт. В том же году призван в РККА, служил проходил на Дальнем Востоке: санинструктор, комсорг, парторг батальона связи. Участник войны с Японией.
Окончил Саратовское военно-политическое училище (1946) и Иркутский горно-металлургический институт (1951). Работал на Улан-Удэнском ЛВРЗ мастером литейного цеха, заместителем секретаря парткома.
С 1954 по 1960 год — заместитель председателя, с января 1961 по январь 1967 года председатель Улан-Удэнского горисполкома. Внёс вклад в становление основных отраслей городского хозяйства — энергетики, ЖКХ, городского транспорта, индустриального и жилищного строительства.
С 1967 по 1976 год министр коммунального хозяйства Бурятской АССР, зав. промышленно-транспортным отделом Бурятского обкома КПСС.
С 1976 по 1990 год — заместитель председателя комитета народного контроля, начальник архивного управления при Совете Министров Бурятской АССР.
Умер в 2007 году.

## Награды
Награждён двумя орденами «Знак Почёта», орденами Отечественной войны, Дружбы народов, медалями. Заслуженный инженер Республики Бурятия.